# Jon Barnes
Jon Barnes (ur. 20 września 1983 roku w Basingstoke) – brytyjski kierowca wyścigowy i rajdowy.

## Kariera
Barnes rozpoczął karierę w międzynarodowych wyścigach samochodowych w 2001 roku od startów w Mallory Park Plum Pudding Race, gdzie zdobył tytuł wicemistrzowski. W późniejszym okresie Brytyjczyk pojawiał się także w stawce Caterham Super Graduates Spa-Francorchamps, Caterham Eurocup, Caterham European Trophy, Caterham Superlight Championship R400, Cosworth Caterham Masters, Brytyjskiego Pucharu Porsche Carrera, Formuły Palmer Audi, Międzynarodowej Formuły Master, FIA GT3 European Championship, British Touring Car Championship, V de V Challenge Endurance Moderne, Ginetta G50 Cup Great Britain, British GT Championship oraz Aston Martin Le Mans Festival.